# Łudogorec Arena
Łudogorec Arena (bułg. Лудогорец Арена) – wielofunkcyjny stadion o pojemności 12500 widzów, znajdujący się w Razgradzie. Swoje mecze rozgrywa na nim drużyna piłkarska Łudogorec Razgrad. Początkowo nazywał się „Stadion Djanko Stefanowa”, lecz w 2013 roku zmieniono jego nazwę na Łudogorec Arena. W grudniu 2019 nazwę ze względów sponsorskich zmieniono na Huvepharma Arena.